# Monte Brandaris
Brandaris o Monte Brandaris (en papiamento: Subi Brandaris) es el nombre que recibe una montaña que se eleva hasta los 241 metros en la isla de Bonaire un municipio especial de los Países Bajos en el sur del Mar Caribe.
La parte superior de la montaña es el punto más alto de la isla y está situado en el norte del Parque nacional Washington Slagbaai que cubre casi todo el extremo noroeste de la isla y es administrado por STINAPA.
Sobre el porqué del nombre de la montaña no hay una única explicación.